# Taougrit
Taougrit là một đô thị thuộc tỉnh Chlef, Algérie. Dân số thời điểm năm 2002 là 24.267 người.